# Comandante en jefe del Ejército de Chile
El comandante en jefe del Ejército de Chile es la máxima autoridad del ejército de ese país. Ostenta el grado de general de ejército, cuyo distintivo es un galón de cuatro estrellas blancas sobre fondo rojo en la tenida de salida, y cuatro estrellas igualmente blancas sobre ramas de olivo doradas en la tenida de oficina. Desde el 9 de marzo de 2022, ejerce el cargo el General de Ejército Javier Iturriaga del Campo.

## Historia
La Ordenanza General del Ejército de Chile (1839) preveía para tiempos de paz solo el cargo de inspector general del Ejército con atribuciones solo inspectivas y sin mando de tropas. En caso de guerra o conmoción interna, el presidente de la República nombraba un comandante en jefe del Ejército (CJE). Solo desde 1925 se estableció un cargo permanente de CJE.

## Designación y funciones

Distintivo de grado para el general de Ejército del Ejército de Chile usado en la tenida de oficina.

El comandante en jefe del Ejército es elegido por el presidente de Chile entre las cinco primeras antigüedades de la institución —al ser nombrado, todos los generales que le preceden en antigüedad son llamados a retiro—. El CJE dura en el cargo un período de cuatro años (duración del mandato presidencial). Cumplido dicho plazo, debe acogerse a retiro.
Entre sus funciones están el ejercer el mando y liderazgo de la institución de acuerdo a la legislación vigente, respondiendo por su eficacia y eficiencia, y el velar por la moral, disciplina y bienestar general del Ejército.

## Estadísticas
- El general Manuel Bulnes es quien por más tiempo ha ocupado el cargo, ejerciéndolo por 25 años y un mes (1841-1866), de los cuales diez transcurrieron durante su presidencia de la República.[4]
- De los comandantes en jefe del Ejército, han tenido el grado de capitán general: José de San Martín Matorras (1817-1819), Bernardo O'Higgins Riquelme (1819-1823),[5] Ramón Freire Serrano (1823-1830) y Augusto Pinochet Ugarte (1973-1998).[6]

## Listado
Los comandantes en jefe del Ejército desde la creación del cargo el 31 de marzo de 1813, han sido los siguientes:

### Primera etapa (1810-1830): Independencia y organización nacional
| Retrato | Grado           | Nombre                      | Desde                   | Hasta                   | Cargo                        |
|         | Brigadier       | José Miguel Carrera Verdugo | 31 de marzo de 1813     | 23 de noviembre de 1813 | General en jefe del Ejército |
|         | Brigadier       | Bernardo O'Higgins Riquelme | 27 de noviembre de 1813 | 2 de septiembre de 1814 | General en jefe del Ejército |
|         | Brigadier       | José Miguel Carrera Verdugo | 28 de agosto de 1814    | 2 de octubre de 1814    | General en jefe del Ejército |
|         | Capitán general | José de San Martín Matorras | 5 de junio de 1817      | 27 de abril de 1819     | General en jefe del Ejército |
|         | Capitán general | Bernardo O'Higgins Riquelme | 27 de abril de 1819     | 28 de enero de 1823     | General en jefe del Ejército |
|         | Capitán general | Ramón Freire Serrano        | 21 de febrero de 1823   | 2 de abril de 1830      | General en jefe del Ejército |

### Segunda etapa (1830-1891): Repúblicas conservadora y liberal
| Retrato | Grado               | Nombre                      | Desde                    | Hasta                    | Cargo                                      |
|         | General de división | José Joaquín Prieto Vial    | 2 de abril de 1830       | 18 de septiembre de 1841 | General en jefe del Ejército               |
|         | General de división | Manuel Bulnes Prieto        | 18 de septiembre de 1841 | 18 de octubre de 1866    | General en jefe del Ejército               |
|         | General de división | Marcos Maturana del Campo   | 18 de octubre de 1866    | 21 de diciembre de 1870  | General más antiguo del Ejército           |
|         | General de división | Juan Manuel Jarpa Caamaño   | 8 de agosto de 1871      | 31 de diciembre de 1875  | General más antiguo del Ejército           |
|         | General de división | Basilio Urrutia Vásquez     | 31 de diciembre de 1875  | 7 de abril de 1879       | General más antiguo del Ejército           |
|         | General de división | Justo Arteaga Cuevas        | 8 de abril de 1879       | 18 de julio de 1879      | Comandante en jefe del Ejército en Campaña |
|         | General de división | Erasmo Escala Arriagada     | 18 de julio de 1879      | 28 de marzo de 1880      | Comandante en jefe del Ejército en Campaña |
|         | General de división | Manuel Baquedano González   | 3 de abril de 1880       | 3 de mayo de 1881        | Comandante en jefe del Ejército en Campaña |
|         | General de división | Cornelio Saavedra Rodríguez | 3 de mayo de 1881        | 19 de diciembre de 1883  | Inspector general del Ejército             |
|         | General de división | Emilio Sotomayor Baeza      | 4 de enero de 1884       | 22 de agosto de 1888     | Inspector general del Ejército             |
|         | General de división | José Francisco Gana Castro  | 22 de agosto de 1888     | 4 de septiembre de 1891  | Comandante en jefe del Ejército en Campaña |

### Tercera etapa (1891-1925): República parlamentaria
| Retrato | Grado               | Nombre                      | Desde                    | Hasta                   | Cargo                          |
|         | General de división | Marco Aurelio Arriagada     | 14 de septiembre de 1891 | 28 de agosto de 1894    | Inspector general del Ejército |
|         | General de división | Adolfo Holley Urzúa         | 28 de agosto de 1894     | 13 de octubre de 1900   | Inspector general del Ejército |
|         | General de división | Emilio Körner Henze         | 13 de octubre de 1900    | 19 de abril de 1910     | Inspector general del Ejército |
|         | General de división | Jorge Boonen Rivera         | 19 de abril de 1910      | 26 de abril de 1921     | Inspector general del Ejército |
|         | General de división | Arístides Pinto Concha      | 26 de abril de 1921      | 13 de febrero de 1922   | Inspector general del Ejército |
|         | General de división | Luis Altamirano Talavera    | 13 de febrero de 1922    | 28 de noviembre de 1924 | Inspector general del Ejército |
|         | General de división | Pedro Pablo Dartnell Encina | 28 de noviembre de 1924  | 23 de enero de 1925     | Inspector general del Ejército |
|         | General de división | Mariano Navarrete Ciris     | 31 de enero de 1925      | 10 de noviembre de 1925 | Inspector general del Ejército |

### Cuarta etapa (1925-1973): República presidencial
| Retrato | Grado               | Nombre                           | Desde                   | Hasta                   | Cargo                                                           |
|         | General de división | Juan Emilio Ortiz Vega           | 11 de noviembre de 1925 | 7 de enero de 1927      | Inspector general del Ejército                                  |
|         | General de división | Francisco Javier Díaz Valderrama | 18 de febrero de 1927   | 20 de marzo de 1930     | Inspector general del Ejército                                  |
|         | General de división | Pedro Charpin Rival              | 21 de marzo de 1930     | 7 de noviembre de 1930  | Inspector general del Ejército                                  |
|         | General de división | Bartolomé Blanche Espejo         | 7 de noviembre de 1930  | 4 de agosto de 1931     | Inspector general del Ejército; Comandante en jefe del Ejército |
|         | General de división | Pedro Charpin Rival              | 5 de agosto de 1931     | 22 de agosto de 1931    | Comandante en jefe del Ejército                                 |
|         | General de división | Indalicio Téllez Cárcamo         | 25 de agosto de 1931    | 11 de junio de 1932     | Comandante en jefe del Ejército                                 |
|         | General de división | Agustín Moreno Ladrón de Guevara | 15 de junio de 1932     | 2 de agosto de 1932     | Comandante en jefe del Ejército                                 |
|         | General de división | Luis Otero Mujica                | 3 de agosto de 1932     | 26 de diciembre de 1932 | Comandante en jefe del Ejército                                 |
|         | General de división | Pedro Vignola Cortés             | 26 de diciembre de 1932 | 21 de diciembre de 1933 | Comandante en jefe del Ejército                                 |
|         | General de división | Marcial Urrutia Urrutia          | 23 de diciembre de 1933 | 27 de marzo de 1934     | Comandante en jefe del Ejército                                 |
|         | General de división | Óscar Novoa Fuentes              | 27 de marzo de 1934     | 20 de diciembre de 1938 | Comandante en jefe del Ejército                                 |
|         | General de división | Carlos Fuentes Rabe              | 26 de diciembre de 1938 | 23 de agosto de 1940    | Comandante en jefe del Ejército                                 |
|         | General de división | Óscar Escudero Otárola           | 23 de agosto de 1940    | 8 de marzo de 1943      | Comandante en jefe del Ejército                                 |
|         | General de división | Arturo Espinoza Mujica           | 12 de agosto de 1943    | 11 de octubre de 1944   | Comandante en jefe del Ejército                                 |
|         | General de división | Alfredo Portales Mourgues        | 8 de noviembre de 1944  | 12 de noviembre de 1945 | Comandante en jefe del Ejército                                 |
|         | General de división | Óscar Fuentes Pantoja            | 12 de noviembre de 1945 | 29 de noviembre de 1946 | Comandante en jefe del Ejército                                 |
|         | General de división | Guillermo Barrios Tirado         | 29 de noviembre de 1946 | 2 de agosto de 1947     | Comandante en jefe del Ejército                                 |
|         | General de división | Ramón Cañas Montalva             | 2 de agosto de 1947     | 8 de octubre de 1949    | Comandante en jefe del Ejército                                 |
|         | General de división | Guillermo Barrios Tirado         | 8 de octubre de 1949    | 9 de enero de 1950      | Comandante en jefe del Ejército                                 |
|         | General de división | Rafael Fernández Reyes           | 9 de enero de 1950      | 28 de octubre de 1952   | Comandante en jefe del Ejército                                 |
|         | General de división | Santiago Danús Peña              | 3 de noviembre de 1952  | 11 de marzo de 1953     | Comandante en jefe del Ejército                                 |
|         | General de división | Carlos Mezzano Camino            | 11 de marzo de 1953     | 10 de junio de 1954     | Comandante en jefe del Ejército                                 |
|         | General de división | Enrique Franco Hidalgo           | 11 de junio de 1954     | 17 de marzo de 1955     | Comandante en jefe del Ejército                                 |
|         | General de división | Raúl Araya Stiglich              | 17 de marzo de 1955     | 8 de mayo de 1956       | Comandante en jefe del Ejército                                 |
|         | General de división | Luis Vidal Vargas                | 8 de mayo de 1956       | 3 de noviembre de 1958  | Comandante en jefe del Ejército                                 |
|         | General de división | René Vidal Merino                | 3 de noviembre de 1958  | 13 de noviembre de 1958 | Comandante en jefe del Ejército                                 |
|         | General de división | Óscar Izurieta Molina            | 14 de noviembre de 1958 | 3 de noviembre de 1964  | Comandante en jefe del Ejército                                 |
|         | General de división | Bernardino Parada Moreno         | 4 de noviembre de 1964  | 4 de julio de 1967      | Comandante en jefe del Ejército                                 |
|         | General de división | Luis Miqueles Caridi             | 5 de julio de 1967      | 3 de mayo de 1968       | Comandante en jefe del Ejército                                 |
|         | General de división | Sergio Castillo Aránguiz         | 3 de mayo de 1968       | 24 de octubre de 1969   | Comandante en jefe del Ejército                                 |
|         | General de división | René Schneider Chereau           | 27 de octubre de 1969   | 22 de octubre de 1970   | Comandante en jefe del Ejército                                 |
|         | General de división | Carlos Prats González            | 26 de octubre de 1970   | 23 de agosto de 1973    | Comandante en jefe del Ejército                                 |

### Quinta etapa (1973-presente): Dictadura militar y retorno a la democracia
| Retrato | Grado               | Nombre                     | Desde                | Hasta               | Cargo                           |
|         | Capitán general     | Augusto Pinochet Ugarte    | 23 de agosto de 1973 | 10 de marzo de 1998 | Comandante en jefe del Ejército |
|         | Teniente general    | Ricardo Izurieta Caffarena | 10 de marzo de 1998  | 10 de marzo de 2002 | Comandante en jefe del Ejército |
|         | General de Ejército | Juan Emilio Cheyre         | 10 de marzo de 2002  | 10 de marzo de 2006 | Comandante en jefe del Ejército |
|         | General de Ejército | Óscar Izurieta Ferrer      | 10 de marzo de 2006  | 10 de marzo de 2010 | Comandante en jefe del Ejército |
|         | General de Ejército | Juan Miguel Fuente-Alba    | 10 de marzo de 2010  | 10 de marzo de 2014 | Comandante en jefe del Ejército |
|         | General de Ejército | Humberto Oviedo Arriagada  | 9 de marzo de 2014   | 9 de marzo de 2018  | Comandante en jefe del Ejército |
|         | General de Ejército | Ricardo Martínez Menanteau | 9 de marzo de 2018   | 2 de marzo de 2022  | Comandante en jefe del Ejército |
|         | General de Ejército | Javier Iturriaga del Campo | 9 de marzo de 2022   | en el cargo         | Comandante en jefe del Ejército |